# Sweet Noise
 (juin 2008).
Si vous disposez d'ouvrages ou d'articles de référence ou si vous connaissez des sites web de qualité traitant du thème abordé ici, merci de compléter l'article en donnant les références utiles à sa vérifiabilité et en les liant à la section « Notes et références ».

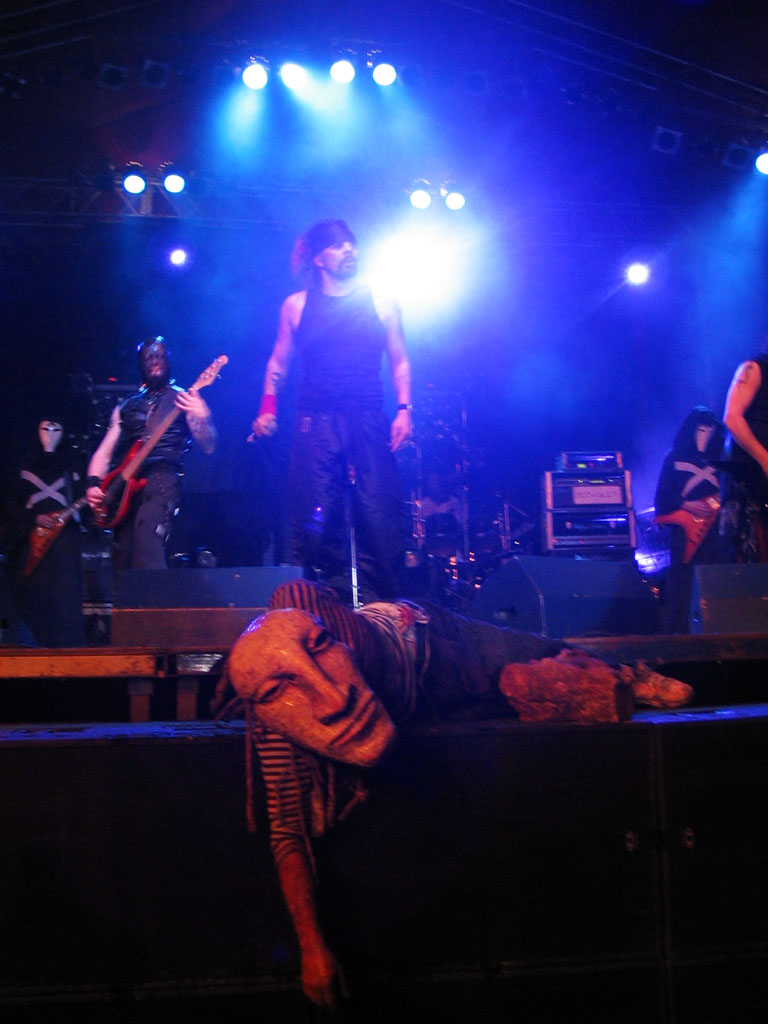
Sweet Noise en concert

Sweet Noise est un groupe d'electro rock rap originaire de Pologne.

## Discographie
- (1995) Respect (Izabelin Studio)
- (1996) Getto (Izabelin Studio, Polygram Polska)
- (1997) Ghetto (Polygram Polska)
- (1998) Koniec Wieku (Universal Music Polska)
- (1999) The End Of Century (Universal Music Polska)
- (2002) Czas Ludzi Cienia (Jazz'n'Java, Noise INC., pomaton EMI)
- (2003) Revolta (Jazz'n'Java, Noise INC., pomaton EMI)
- (2003) Revolta/Czas Ludzi Cienia (Jewel Box CD; Jazz'n'Java, Noise INC., pomaton EMI)
- (2007) The Triptic